# Березанська (станиця)
Березанська — станиця в Виселківському районі Краснодарського краю. Центр Березанського сільського поселення.
Населення — 6,5 тис. мешканців (2002), друге місце по району.
Станиця розташована на річці Бейсуг, за 13 км північніше районного центру — станиці Виселкі, на автотрасі М4, на ділянці Краснодар — Павловська.

## Птахофабрика
Відома в краї психіатрична лікарня перебуває у селищі Зарічному, на чотири кілометри північніше станиці.

## Історія
Березанське курінне селище — останнє із 40 перших, заснованих Кубанськими козаками. Селище засновано в 1794 році. Назву одержало на спогад взяття чорноморцями турецької фортеці Березані.